# 1. deild islandzka w piłce nożnej (1959)
Sezon 1959 był 48. sezonem o mistrzostwo Islandii. W tym sezonie po raz pierwszy w rozgrywkach najwyższej ligi islandzkiej każda drużyna rozegrała z każdym rywalem dwa mecze zamiast, jak dotychczas, jednego. Drużyna Akraness nie obroniła tytułu mistrzowskiego, zdobył go natomiast zespół KR, wygrywając wszystkie dziesięć meczów. Po sezonie spadł zajmujący ostatnie miejsce zespół Þróttur Reykjavík.

## Drużyny
Po sezonie 1958 z ligi spadł zespół ÍB Hafnarfjörður, z 2. deild awansowała natomiast drużyna Þróttur Reykjavík wobec czego do sezonu 1959 ponownie przystąpiło sześć zespołów.
| Uczestnicy poprzedniej edycji                                                                                 | Uczestnicy poprzedniej edycji | Uczestnicy poprzedniej edycji | Uczestnicy poprzedniej edycji |
| --- | ----------------------------- | ----------------------------- | ----------------------------- |
| ÍA | Akraness                      | 1                             |                               |
| KRE | KR                            | 2                             |                               |
| VAL | Valur                         | 3                             |                               |
| ÍBK | Keflavík                      | 4                             |                               |
| FRA | Fram                          | 5                             |                               |
| Awans z 2. deild                                                                                              |                               |                               |                               |
| ÞRR | Þróttur Reykjavík             | 1                             |                               |
| Oznaczenia: - kolumna pierwsza – skróty nazw drużyn, - kolumna trzecia – miejsce zajęte w poprzednim sezonie. |                               |                               |                               |

## Tabela
| Lp. | Drużyna               | M  | Z  | R | P | Bramki | Bramki | Różn. | Pkt      | Uwagi              |
| --- | --------------------- | -- | -- | - | - | ------ | ------ | ----- | -------- | ------------------ |
| 1   | KR (M)                | 10 | 10 | 0 | 0 | 41     | 6      | +35   | 20\|\|\| |                    |
| 2   | Akraness              | 10 | 5  | 1 | 4 | 30     | 19     | +11   | 11       |                    |
| 2   | Fram                  | 10 | 4  | 3 | 3 | 19     | 18     | +1    | 11       |                    |
| 2   | Valur                 | 10 | 5  | 1 | 4 | 18     | 25     | −7    | 11       |                    |
| 5   | Keflavík              | 10 | 2  | 1 | 7 | 18     | 30     | −12   | 5        |                    |
| 6   | Þróttur Reykjavík (S) | 10 | 0  | 2 | 8 | 9      | 37     | −28   | 2        | Spadek do 2. deild |

## Wyniki
| Gospodarz \ Gość  | ÍA  | FRA | ÍBK | KRE | VAL | ÞRR |
| Akraness          |     | 2:2 | 9:0 | 0:2 | 3:1 | 2:1 |
| Fram              | 3:2 |     | 3:1 | 0:1 | 0:0 | 2:2 |
| Keflavík          | 2:3 | 0:3 |     | 0:3 | 3:2 | 8:1 |
| KR                | 4:2 | 7:0 | 3:2 |     | 7:1 | 5:0 |
| Valur             | 4:2 | 2:1 | 2:1 | 0:6 |     | 3:2 |
| Þróttur Reykjavík | 0:5 | 1:5 | 1:1 | 1:3 | 0:3 |     |

Źródło: Knattspyrnusamband Íslands (isl.)
Objaśnienia:
1Drużyna gospodarzy jest wymieniona po lewej stronie tabeli.
Kolory: zielony – zwycięstwo gospodarzy, żółty – remis, różowy – zwycięstwo gości.

## Najlepsi strzelcy
| Bramki | Strzelcy          | Drużyna  |
| ------ | ----------------- | -------- |
| 11     | Þórólfur Beck     | KR       |
| 10     | Ríkharður Jónsson | Akraness |
| 10     | Þórður Jónsson    | Akraness |
| 10     | Sveinn Jónsson    | KR       |
| 8      | Ellert B. Schram  | KR       |